# ラーラ松本

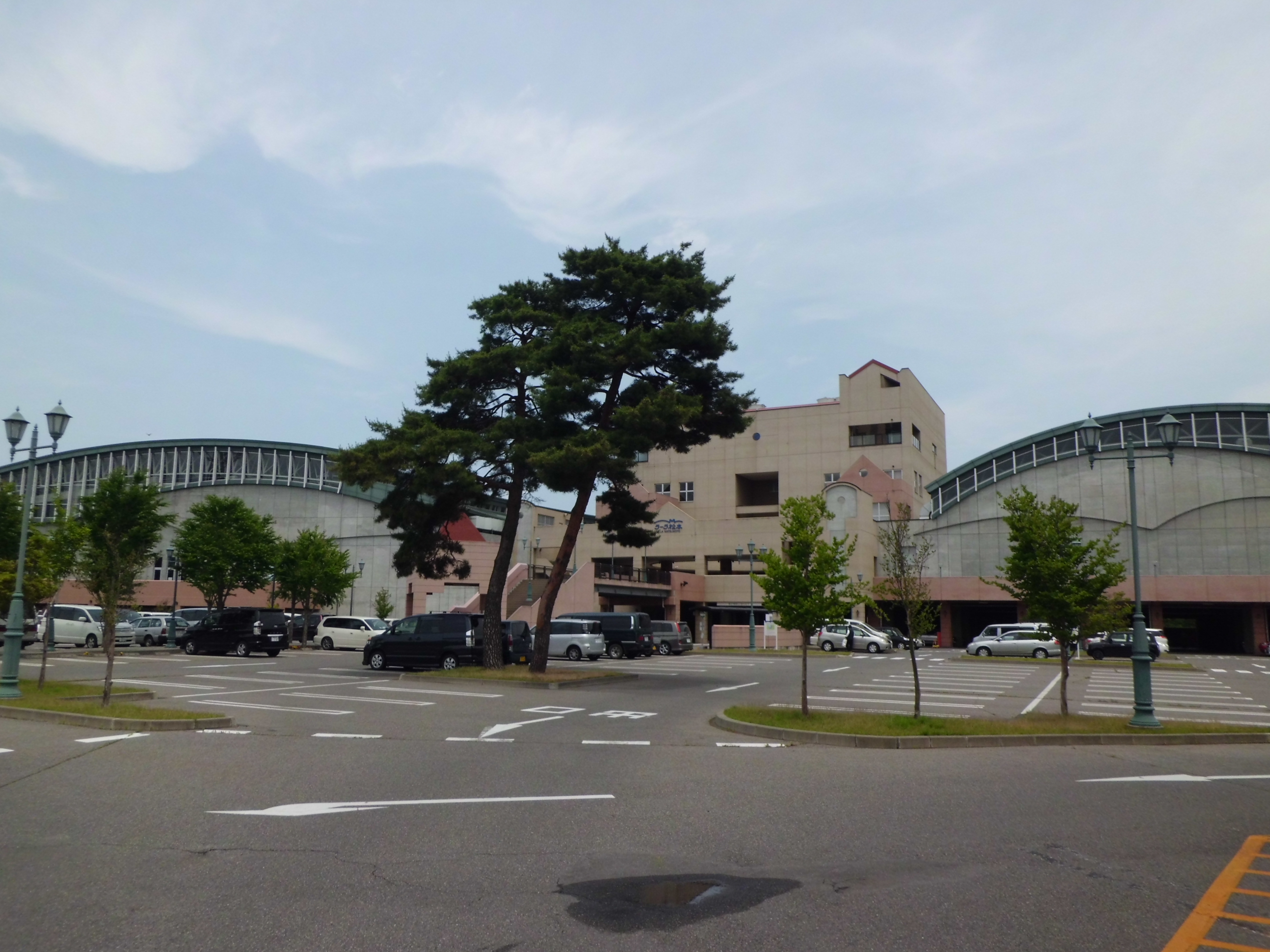
ラーラ松本

ラーラ松本（ラーラまつもと）は、長野県松本市島内7412にある温水プール。波のプール、ウォータースライダー、サウナ、幼児用プールもある。
清掃工場である松本クリーンセンターと抱き合わせで地元対策として松本西部広域施設組合（松本市・山形村）が建設した。設置場所は松本市の北部の島内地区で、松本西部広域施設組合とは無関係の安曇野市に隣接している。

## 安全性
2006年7月31日に発生したふじみ野市立大井プールの事故の後、この施設の流水プールの吸込み口付近にも「ここに吸込み口があります。もぐって遊ばないでね」との注意書きがされるようになった。

## 入館料
- 温水プール：大人830円（17時以降は520円）
- 一般浴室：410円
- トレーニング室：520円
  - 子供は大人の半額で未就学児は無料
  - セット料金、回数券、定期券あり

## 開館時間
- 10：00 - 21：00（入場は20：30まで）
- 休館日は毎週火曜日（祝日の場合は翌日）、ごみ処理施設の定期点検期間および12月28日 - 1月1日。

## アクセス

### 道路
- 国道19号または国道147号。当館は国道147号近く。
- 高速道路ではETCに限り梓川スマートインターチェンジが最寄りである。

### 鉄道
- JR大糸線島内駅が最寄り駅だが当館との距離は約3km離れている。また付近にJR篠ノ井線も通っているが駅はなく、あるのは平瀬信号場のみである。

### バス
- 松本駅アルプス口から松本市西部地域コミュニティバス（ぐるっとまつもとバス）松本・島内線のラーラ松本系統に乗り終点で下車。途中の島内駅からも利用可能である。日曜・祝日と12月29日から1月3日は運休する。土曜日でも一部便は運休する。
- このほか無料バスが運行しており、月曜日に梓川支所から氷室公民館までのの各バス停に停車したあとラーラ松本に向かう梓川コースや木曜日に浅間温泉から宮渕までの各停留所に停車したあとラーラ松本に向かう蟻ヶ崎・沢村・岡田・浅間温泉コース、そして日曜日に松本駅アルプス口からラーラ松本までノンストップ便の松本駅直通コースがある。いずれも1日1往復の運行である。
- 過去ラーラ松本へ直通する松本電鉄のバスでラーラ松本開業時に設定された島内ラーラ松本線があったが、2005年7月15日限りで梓川線に統合された。音楽文化ホール入口 - 島内学校間で当地に寄ってから松本（梓川方面）へ行くため余計に時間がかかっていた。そんな路線も2008年12月16日をもって廃止された。2012年現在は以下のバス路線が唯一の公共交通となっていた。

松本市西部地域コミュニティバスA線（島内・新村線）が、ラーラ松本 - 島内駅 - 丸の内病院 - 北新・松本大学前駅 - 新村駅を結んでいた。

## 周辺
- クリーンセンター
- 梓川
- アルプス大橋
- 拾ヶ堰 - アルプス大橋の東側で梓川をサイフォンにより地下を横断する
- 長野県道441号穂高松本塩尻自転車道線
- 奈良井川
- JR篠ノ井線
  - 平瀬信号場
- 国道19号
- 国道147号
- 犀川

## その他
施設点検日にあたる毎週火曜日を定休日としているが、7月中旬から8月末までは無定休である。